# Girton (Nottinghamshire)
Pour les articles homonymes, voir Girton.
Girton est une paroisse civile et un village du Nottinghamshire, en Angleterre.